# George G. Meade
George Gordon Meade (Cadice, 31 dicembre 1815 – Filadelfia, 6 novembre 1872) è stato un generale statunitense.

## Biografia
Combatté, distinguendosi per la sua abilità, nelle guerre Seminole in Florida e nella guerra messico-statunitense. Durante la guerra civile americana prestò servizio come generale dell'Unione, ottenendo il comando di una brigata nell'Armata del Potomac. La sua fama gli deriva dall'aver sconfitto il generale Confederato Robert E. Lee nella battaglia di Gettysburg nel 1863. Dal 1864 al 1865 Meade comandò l'Armata del Potomac durante le Campagne di Overland, Richmond-Petersburg e Appomattox, ma le sue gesta vennero offuscate dalla diretta supervisione del generale in capo, tenente generale Ulysses S. Grant.

## Al cinema
- Nel 1911 la Champion Film Company dedicò al generale Meade un cortometraggio di fiction dal titolo Gen. Meade's Fighting Days.
- Nel 1993 venne interpretato da Richard Anderson nel film Gettysburg.